# Jindřich Jank
Jindřich Jank (12. dubna 1925 Trhová Kamenice – 28. července 1951 Věznice Pankrác) byl český podnikatel a protikomunistický odbojář odsouzený v politickém procesu komunistickým režimem k trestu smrti a v roce 1951 popraven.
Narodil se v roce 1925 v Trhové Kamenici. Živil se jako živnostník.
Po únorovém převratu v roce 1948 se zapojil do protikomunistického odboje. Spolupracoval přitom s Janem Musilem (nar. 1904) a řezníkem Zdeňkem Profousem (nar. 1925). Mezi činnost jejich odbojové skupiny patřilo rozšiřování protirežimních letáků a zastrašování podporovatelů režimu.
V březnu 1950 byli zatčeni při pokusu o přepadení služebního auta s penězi, kterými chtěli financovat svou odbojovou činnost. Přestože byli ozbrojeni, nepoužili své zbraně, přepadení nebylo úspěšné a všichni tři tak byli zatčeni. V únoru 1951 byl Jank ve veřejném politickém procesu spolu s Musilem a Profousem za trestný čin velezrady, vyzvědačství, loupeže a za další trestné činy odsouzen k trestu smrti. V procesu bylo přitom souzeno dalších sedm osob, které skupině nějak pomohly nebo o její činnosti věděly. Popraven byl v červenci 1951.